# 2005 FA
2005 FA je planetka patřící do Apollonovy skupiny. Spadá současně mezi objekty pravidelně se přibližující k Zemi (NEO). Její dráha však prozatím není definitivně stanovena, proto jí nebylo dosud přiděleno katalogové číslo.

## Popis objektu
Vzhledem k tomu, že byla pozorována pouze tři dny během mimořádného přiblížení k Zemi, nestihli astronomové provést spektroskopický výzkum. Proto o jejím chemickém složení není nic známo. Její průměr je odhadován na základě hvězdné velikosti a protože není známo ani albedo jejího povrchu, je proto značně nejistý.

## Historie
Planetku objevil 16. března 2005 kolem 05:58 světového času (UTC) na Steward Observatory Catalina Station, ležící 20 km severovýchodně od Tucsonu, AZ (USA), 0,68metrovým Schmidtovým dalekohledem vybaveným CCD kamerou v rámci programu Catalina Sky Survey astronom R. Hill. Dne 19. března 2005 v 05:59 UTC prolétla rychlostí 15,05 km/s v minimální vzdálenosti 898 tis. km od středu Země. Uskutečnilo se také radiolokační sledování této planetky radioteleskopem Arecibo na Portoriku dne 24. března 2005.

## Výhled do budoucnosti
Ze znalosti současných elementů dráhy planetky vyplývá, že minimální vypočítaná vzdálenost mezi její drahou a dráhou Země činí 703 tis. km. Nejbližší velké přiblížení k Zemi na vzdálenost 27,9 mil. km se očekává 8. června 2021. V tomto století dojde ještě k dalším přiblížením tohoto tělesa k Zemi, a to 2050, 2066, 2082 a 2098, všechny ve vzdálenosti několika desítek milionů kilometrů. Přestože patří k blízkozemním planetkám, nemůže Zemi pro svou malou velikost ohrozit.